# 배해민
배해민(裵海珉, 1988년 4월 25일 ~ )은 대한민국의 축구 선수이다.

## 축구인 생활

### 선수 생활
2004년, 마산중앙중학교를 중퇴하고 FC 서울에 입단하였다.
2008년 7월, 체코 감브리누스 리가의 FK 빅토리아 지슈코프로 1년간 임대되었으며 2009년 7월, 원 소속팀 FC 서울로 복귀하였다.